# Pavel Shumanov
Pavel Shumanov (en búlgar, Павел Шуманов) (Sliven, Província de Sliven, 14 de novembre de 1968) és un ciclista búlgar, que fou professional del 1996 al 1997 i del 2006 al 2010.

## Palmarès
- 1989
  - Vencedor d'una etapa a la Cursa de la Pau
- 1990
  - 1r a la Volta a Bulgària
- 1992
  - 1r a la Volta a Bulgària
- 1996
  - Vencedor d'una etapa a la Volta a Hessen
- 1997
  - 1r a la Volta a Bulgària
- 2005
  - Vencedor d'una etapa al Gran Premi Sunny Beach
- 2006
  - 1r a la Volta a Romania
  - Vencedor d'una etapa a la Volta a Grècia
- 2007
  - Vencedor d'una etapa a la Volta a Romania
  - Vencedor d'una etapa a la Volta a Bulgària
- 2008
  - 1r al Gran Premi Burgàs
  - Vencedor d'una etapa a la Volta a Romania
- 2009
  -  Campió de Bulgària en contrerellotge
  - 1r al Turul Dobrogei i vencedor d'una etapa